# Andréi Kráitor
Andréi Kráitor –en ruso, Андрей Крайтор– (Vilshanka, Ucrania, 5 de noviembre de 1992) es un deportista ruso, de origen ucraniano, que compite en piragüismo en la modalidad de aguas tranquilas (antes de 2012 participaba bajo la bandera de Azerbaiyán). Ganó tres medallas en el Campeonato Mundial de Piragüismo, dos de oro: en los años 2013 y 2014 y una de plata en 2011, y 4 medallas en el Campeonato Europeo de Piragüismo entre los años 2013 y 2016.

## Palmarés internacional
| Representando a Azerbaiyán |                             |                   |              |
| Campeonato Mundial         |                             |                   |              |
| Año                        | Lugar                       | Medalla           | Competición  |
| 2011                       | Szeged (Hungría)            | Medalla de plata  | C1 4 × 200 m |
| Representando a Rusia      |                             |                   |              |
| Campeonato Mundial         |                             |                   |              |
| Año                        | Lugar                       | Medalla           | Competición  |
| 2013                       | Duisburgo (Alemania)        | Medalla de oro    | C1 4 × 200 m |
| 2014                       | Moscú (Rusia)               | Medalla de oro    | C1 4 × 200 m |
| Campeonato Europeo         |                             |                   |              |
| Año                        | Lugar                       | Medalla           | Competición  |
| 2013                       | Montemor-o-Velho (Portugal) | Medalla de bronce | C1 200 m     |
| 2015                       | Račice (República Checa)    | Medalla de oro    | C1 200 m     |
| 2016                       | Moscú (Rusia)               | Medalla de oro    | C1 200 m     |
| 2016                       | Moscú (Rusia)               | Medalla de bronce | C2 200 m     |